# Bureau britannique des Affaires indiennes
Le Bureau britanniques des Affaires indiennes a été créé en 1755 pour superviser les relations entre l'Empire britannique et les Premières Nations d'Amérique du Nord. Le gouvernement impérial a cédé le contrôle du Bureau des Affaires indiennes à la province du Canada en 1860, ouvrant ainsi la voie au développement de l'actuel Bureau des relations Couronne-Autochtones et des Affaires du Nord Canada.
Au cours de son existence, le Bureau des Affaires indiennes a joué à la fois un rôle diplomatique et militaire. Ses responsabilités étaient en grande partie de nature civile, comme l'administration de la justice, la gestion du commerce des fourrures et l'emploi des forgerons, des enseignants et des missionnaires. En parallèle, le Bureau devait mobiliser et diriger les guerriers autochtones en temps de crise et de conflit.
Théoriquement, le contrôle du Bureau des Affaires indiennes appartenait à l'administrateur le plus haut placé de l'Amérique britannique, avant la délégation à la Province du Canada, il s'agissait du commandant en chef des forces britanniques en Amérique du Nord, puis le gouverneur général du Canada. Dans la pratique, ils s'appuyaient sur les officiers supérieurs du Bureau des Affaires indiennes eux-mêmes.

## Mission
Durant la période 1755-1830, la mission du Bureau des Affaires indiennes peut se résumer à protéger les peuples autochtones de l'exploitation par les commerçants et les spéculateurs fonciers (un des objectifs de la Proclamation royale de 1763 ; négociations avec les Premières Nations sur les frontières entre leurs terres) et celle des colons agricoles (comme le traité de Fort Stanwix de 1768), distribuer les cadeaux que le gouvernement offrait aux peuples autochtones pour créer une bonne entente (les Premières Nations qui vivaient sur le territoire américain du Midwest ont reçu des cadeaux jusqu'en 1830), en temps de guerre, inciter les Premières Nations à soutenir la Grande-Bretagne avec des troupes auxiliaires (pendant la guerre de 1812, le Bureau a agi en étroite collaboration avec le chef Tecumseh).
Au cours de la période 1830-1860, la principale mission du Bureau était d'administrer les réserves indiennes.

## Organisation

### Rattachement
Au cours de la période 1755-1796, le commandant en chef de l'Amérique du Nord a donné des instructions au Bureau des Affaires indiennes et a maintenu des liens étroits avec lui. Pourtant, le Bureau des Affaires indiennes était rattaché au Bureau de l'Intérieur à Londres. En 1796, le Bureau des Affaires indiennes du Haut-Canada est rattaché au lieutenant-gouverneur de la province, tandis qu'en 1800, le gouverneur général devient responsable du Bureau du Bas-Canada. En 1816, le Bureau des Affaires indiennes des deux Canada était rattaché au commandant en chef britannique. Le département fut de nouveau divisé en 1830 en deux départements ; un dans le Haut-Canada sous la direction du lieutenant-gouverneur, un dans le Bas-Canada sous la direction du Secrétariat militaire du gouverneur général. Les deux départements furent de nouveau fusionnés et relevèrent du gouverneur général en 1840.

### Organisation interne
En 1755, il y avait deux départements, le département du Nord et le département du Sud ; chacun ayant son propre surintendant. La frontière entre eux s'établissait le long de la rivière Ohio et du Potomac. Pendant la guerre d'indépendance américaine, le département du Sud a été divisé en deux ; un à l'ouest et un à l'est. En 1782, les départements reçurent un surintendant commun. Après le traité de Paris de 1783, les Bureaux furent officiellement fusionnés en une seule organisation. Le poste de surintendant a été aboli en 1844 et la direction a été reprise par le Secrétariat civil du gouverneur général.

## Histoire

### Le premier département des Affaires indiennes, 1755-1774
Avant 1755, la responsabilité du maintien des relations diplomatiques avec les nations autochtones d’Amérique du Nord incombait à chaque colonie britannique. Ce n'est qu'avec le déclenchement de la guerre de Sept Ans que l'Empire britannique décida de centraliser la gestion des Affaires indiennes. William Johnson alors agent britannique auprès des Iroquois reçut la charge de Surintendant des Affaires indiennes en 1755. Son objectif était de mobiliser les guerriers autochtones dans la lutte contre la Nouvelle-France et de gagner ou de neutraliser les alliés autochtones des Français.
William Johnson occupa ce poste jusqu'à sa mort en 1774. Il fut remplacé par son neveu et héritier, Guy Johnson, qui fut surintendant des Affaires indiennes pour le département du Nord jusqu'en 1782.
Le premier surintendant du département du Sud fut Edmond Atkins, nommé en 1756. John Stuart est devenu surintendant du département du Sud en 1762, jusqu'à sa mort en 1779.

### Révolution américaine, 1775-1782

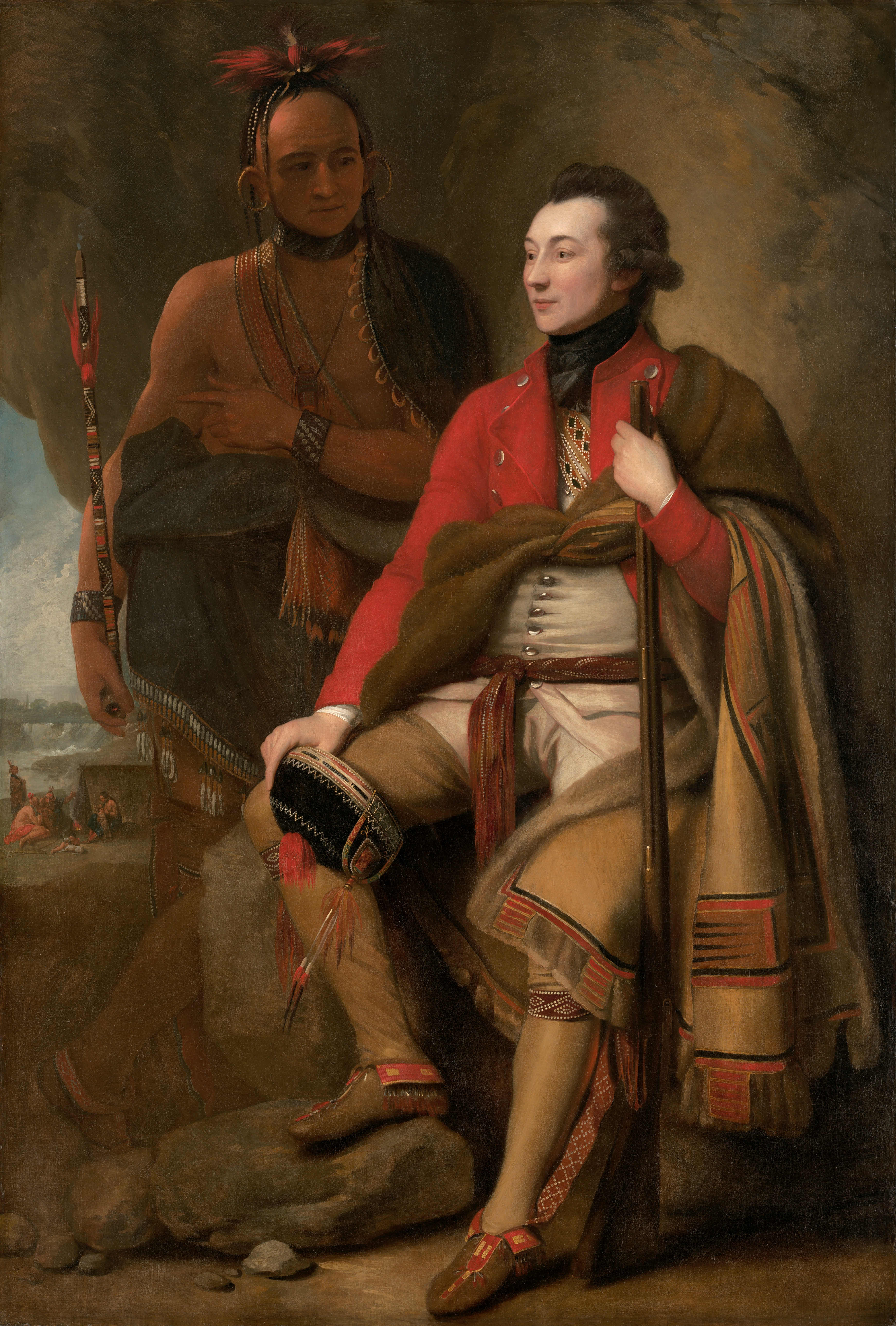
Guy Johnson, surintendant du département du Nord, 1774-1782.

Pendant la guerre d'indépendance américaine, le Bureau des Affaires indiennes s'est avéré être l'une des forces militaires les plus efficaces dont disposait l'Empire britannique. De nombreuses communautés autochtones étaient farouchement opposées aux colons américains qui s’étaient rebellés et sont donc devenues des alliés naturels à la cause loyaliste. Joseph Brant s'est fait connaître en tant que chef des Mohawks pendant la guerre d'indépendance américaine, au cours de laquelle il a été nommé capitaine du Bureau des Affaires indiennes. Sa sœur Molly Brant a également joué un rôle essentiel au sein du Bureau à cette époque et a ensuite reçu une pension du gouvernement britannique pour ses services pendant la révolution.

#### Frontière du Nord
Les combats furent particulièrement violents dans le nord de New York, territoire d'origine des Six Nations. John Johnson et John Butler comptaient parmi les membres les plus actifs du Bureau des Affaires indiennes sur ce front. Après la défaite britannique lors des batailles de Saratoga en 1777, la guerre prit la forme d'une guérilla qui consista en raids et en contre-raids. En 1778, le Bureau britannique des Affaires indiennes et ses alliés remportèrent d'importantes victoires à la bataille de la Wyoming Valley et au raid sur Cherry Valley. À l’automne 1779, les Américains menèrent l’expédition Sullivan qui réussit dans une large mesure à détruire les champs de maïs et les villages des Six-Nations. Pour se venger, John Johnson et ses alliés autochtones ont mené un raid contre les colonies du nord de l'État de New York en 1780, connu sous le nom de Burning of the Valleys.

#### Ohio
Le Bureau des Affaires indiennes a également pris part à de nombreux combats dans la vallée de l'Ohio, où Alexander McKee, Matthew Elliott et Simon Girty comptaient parmi les partisans loyalistes les plus efficaces. Le Bureau des Affaires indiennes britannique a mobilisé des guerriers contre les Américains dans l'Ohio après le massacre de Gnadenhütten de 96 Munsee chrétiens pacifiques par des miliciens de Pennsylvanie le 8 mars 1782.

### Après la révolution, 1782-1812

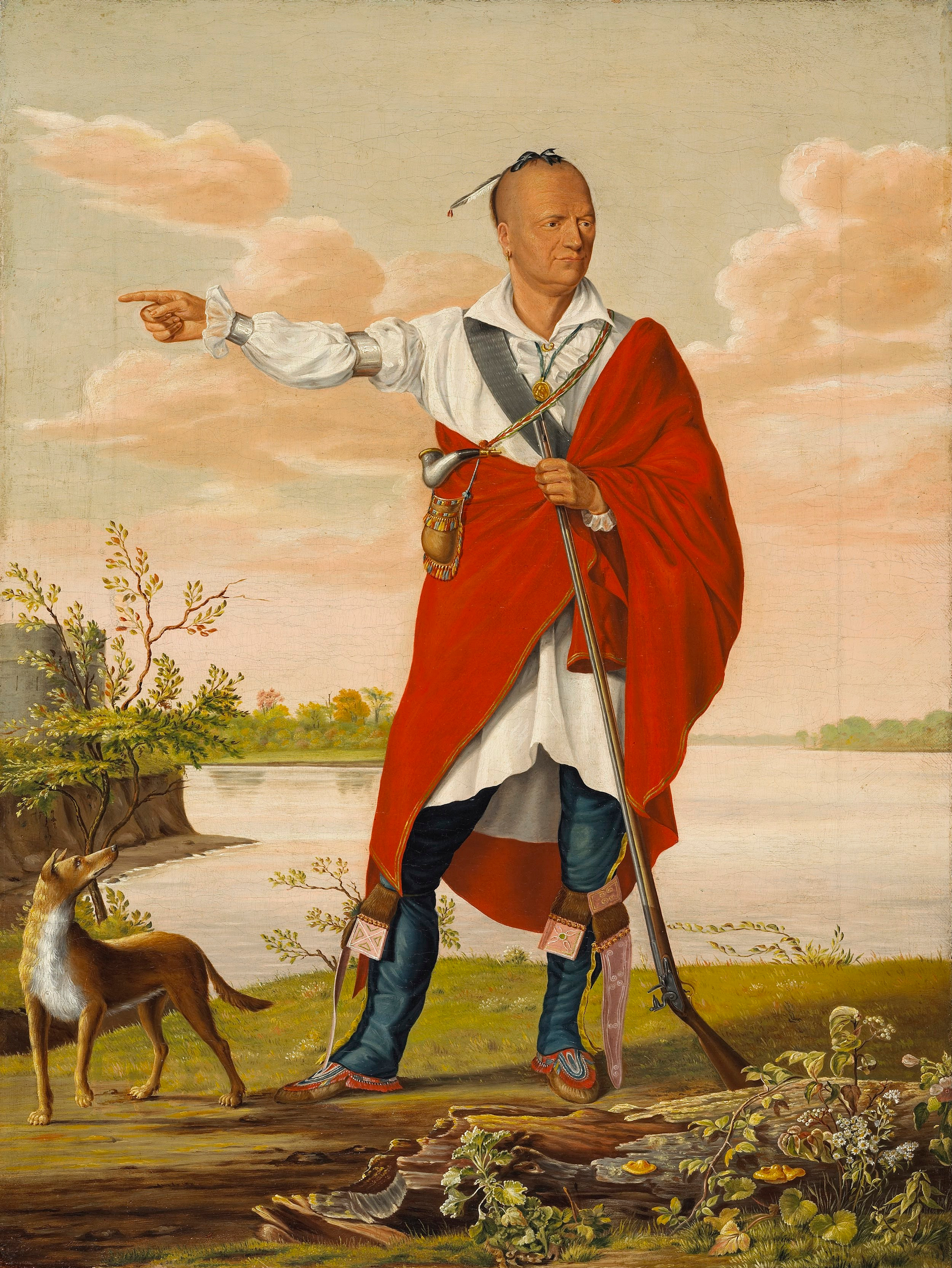
Joseph Brant, capitaine du Bureau de la révolution américaine jusqu'à sa mort en 1807.

Après la fin de la guerre d'indépendance, Guy Johnson a été démis de ses fonctions de surintendant général du Bureau des Affaires indiennes, soupçonné de corruption. Il fut remplacé par son beau-frère John Johnson, qui occupa ce poste pendant près d'un demi-siècle jusqu'à sa mort en 1830.

#### Guerre du Nord-Ouest et traité de Londres
Pendant une grande partie de la période qui suivit la révolution, le Bureau des Affaires indiennes était préoccupé par la lutte en cours entre les communautés autochtones de la vallée de l'Ohio et la jeune république américaine. Dans les années 1790, ce conflit a dégénéré et a donné lieu à la guerre indienne du Nord-Ouest. Malgré le soutien tacite du Bureau des Affaires indiennes, l’Empire britannique ne s’est jamais ouvertement rangé du côté des guerriers autochtones. Lors de la bataille de Fallen Timbers en 1794, la Confédération du Nord-Ouest fut vaincue, menant au traité de Greenville en 1795.
La victoire américaine dans la guerre du Nord-Ouest a été suivie par le traité de Londres entre les États-Unis et l'Empire britannique en 1796. Si ce traité stipulait que les Britanniques, y compris le Bureau des Affaires indiennes, devaient se retirer des positions en territoire américain que l'Empire continuait d'occuper au mépris du traité de Paris de 1783, il contenait également une clause permettant aux peuples autochtones de traverser librement la nouvelle frontière internationale. Cette clause permettait au Bureau des Affaires indiennes de continuer à entretenir des liens étroits avec les communautés autochtones vivant sur le territoire américain, comme les Shawnees, les Outaouais, les Potawatomis et les Dakotas.
Après le déclenchement de la guerre d'indépendance et après la signature du traité de Londres, de nombreux membres du Bureau des Affaires indiennes ont quitté leurs foyers situés sur le territoire des Treize Colonies et se sont établis au Canada en tant que loyalistes. John Johnson est devenu l'un des hommes les plus importants de la région de Montréal, tandis qu'Alexander McKee a été l'un des colons fondateurs des territoires situés dans la partie l'ouest du Haut-Canada (Achat McKee 1790). Le déménagement des Six Nations de la rivière Grand avec Joseph Brant et des Mohawks de la baie de Quinte avec John Deseronto vers la province de Québec s'inscrit dans ce mouvement.
Un chef distinct du département des Affaires indiennes du Haut-Canada, appelé surintendant général adjoint, a été créé en 1794. Alexander McKee fut le premier surintendant général adjoint du Haut-Canada, de 1794 jusqu'à sa mort en 1799. Il fut remplacé par William Claus, qui servit de 1799 jusqu'à sa mort en 1826.

### Guerre de 1812

Pendant la guerre de 1812, les Américains accusèrent le Bureau britannique des Affaires indiennes d'encourager des pratiques considérées comme barbares, comme le scalp.

Le Bureau des Affaires indiennes joua de nouveau un rôle important dans la guerre anglo-américaine de 1812, mobilisant des guerriers pour vaincre les États-Unis dans un certain nombre de batailles importantes, de Montréal au fleuve Mississippi. Le Bureau des Affaires indiennes a joué un rôle particulièrement important en soutenant le mouvement de renouveau mystique de la foi amérindienne prêché par Tenskwatawa, le prophète shawnee, et son frère Tecumseh. De nombreux membres du Bureau, comme George Ironside Sr. et Matthew Elliott, avaient des liens familiaux avec les Shawnees. Parmi les autres membres éminents du Bureau pendant la guerre de 1812 figurent le fils de Joseph Brant, John Brant, l'héritier adoptif de Joseph Brant, John Norton, et le petit-fils de Willian Johnson, William Claus,.
Pendant la guerre de 1812, un uniforme fut créé pour la première fois pour le Bureau des Affaires indiennes, composé d'une veste rouge à revers vert sur le col et les poignets.
L’un des principaux objectifs du Bureau des Affaires indiennes britannique et de ses alliés des Premières Nations était l’établissement d’un État-tampon autochtone sur le territoire américain qui serait à la fois une patrie autochtone libre de colons américains et une ligne de défense supplémentaire pour le Canada britannique. La défaite de la confédération de Tecumseh à la bataille de la rivière Thames en 1813 fut un coup d'arrêt pour ce projet. Après ce revers, le Bureau des Affaires indiennes a remporté un certain nombre de victoires importantes aux côtés de ses alliés autochtones, notamment la bataille de l'île Mackinac et le siège de Prairie du Chien à l'été 1814.

#### Traité de Gand
Pendant la guerre, le Bureau des Affaires indiennes britannique a promis à plusieurs reprises que les Premières Nations ne seraient abandonnées dans aucun traité de paix conclu avec les États-Unis. Malgré ces assurances, le traité de Gand qui mit fin à la guerre en 1815 ne contenait aucune disposition relative à un État-tampon autochtone. À l’image de la situation après le traité de Paris en 1783, les communautés autochtones qui avaient pris les armes en tant qu’alliées des Britanniques furent de nouveau abandonnées. Il existe des preuves substantielles que cette trahison a profondément perturbé les membres du Bureau britannique des Affaires indiennes. Le lieutenant-colonel Robert McDouall, temporairement responsable du Bureau des Affaires indiennes à Michillimakinac, écrivit de nombreux et longs rapports dénonçant l'abandon des alliés autochtones de la Grande-Bretagne.

### Période d'après-guerre, 1815-1860

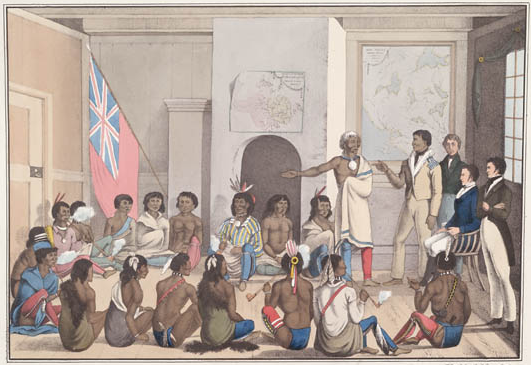
Le chef de Red Lake prononçant un discours devant le gouverneur de la rivière Rouge à Fort Douglas en 1826.

Compte tenu de l'importance militaire accrue du Bureau des Affaires indiennes après la guerre de 1812, les branches distinctes du Haut et du Bas-Canada furent réunifiées sous le contrôle militaire du commandant des Forces en 1816. En 1830, le Bureau des Affaires indiennes fut de nouveau divisé en deux branches du Haut et du Bas-Canada. Dans la Haute-province, le lieutenant-gouverneur John Colborne nomme l'agent vétéran James Givins au poste de surintendant principal chargé de superviser la succursale du Haut-Canada. Après la retraite de Givins en 1837, il fut remplacé par Samuel Peters Jarvis. Au Bas-Canada, Duncan Campbell Napier devient le doyen du Département des Affaires indiennes après le décès de sir John Johnson en 1830. Napier est resté à la tête du département des Affaires indiennes dans ce qui est aujourd'hui Québec jusqu'à sa retraite en 1857.
Au cours des rébellions de 1837-1838, le Département des Affaires indiennes mobilisa à nouveau des guerriers pour réprimer les insurrections internes et les nombreuses invasions patriotes depuis le territoire américain.

### Transfert au gouvernement canadien
En 1841, les provinces du Haut-Canada et le Bas-Canada furent fusionnées pour former la Province du Canada. Le gouverneur général assura la supervision directe du Bureau des Affaires indiennes. En pratique, son secrétariat s'occupait de la plupart de la gestion quotidienne du Bureau. Cette situation perdura jusqu'en 1860, lorsque le gouvernement britannique transféra la responsabilité du département des Affaires indiennes au gouvernement de la province du Canada. Le Bureau est définitivement transféré au Canada en 1867 date de la Confédération canadienne.

## Voir également
- Bureau des Affaires indiennes, États-Unis
- Relations Couronne-Autochtones et Affaires du Nord Canada